# Dvorníky-Včeláre
Dvorníky-Včeláre és un poble i municipi d'Eslovàquia. Es troba a la regió de Košice, a l'est del país.

## Història
La primera referència escrita de la vila data del 1314.

## Demografia
| Godina             | 1994 | 2004   | 2014   | 2024    |
| ------------------ | ---- | ------ | ------ | ------- |
| Nombre de persones | 427  | 438    | 474    | 543     |
| Diferència         |      | +2,57% | +8,21% | +14,55% |

| Godina             | 2023 | 2024   |
| ------------------ | ---- | ------ |
| Nombre de persones | 535  | 543    |
| Diferència         |      | +1,49% |